# Wir in Pforzheim
Wir in Pforzheim (WiP) ist eine politische Bürgerinitiative in Pforzheim, welche sich für eine stärkere Beteiligung der Bürger an politischen Entscheidungen und ein stärkeres Sozialsystem in der Stadt einsetzen will.

## Entstehung
Die Bürgerinitiative ist entstand Anfang des Jahres 2008 aus der Bürgerinitiative BIB – Busse in Bürgerhand und dem Sozialforum Pforzheim/Enzkreis. Dazu kommen Mitglieder des Vereins „Mehr Demokratie e.V.“. Die Gruppe finanziert sich ausschließlich aus Beiträgen und nicht abzugsfähigen privaten Spenden. Es ist kein eingetragener Verein und damit keine juristische Person, sondern lediglich der lose Zusammenschluss engagierter Menschen in Pforzheim.

## Kommunalwahl 2009
Bei der Kommunalwahl 2009 in Baden-Württemberg ist die Bürgerinitiative zum ersten Mal bei Wahlen angetreten, errang zwei Mandate im Pforzheimer Gemeinderat und konnte 4,5 % der abgegebenen Stimmen auf sich vereinigen. Als Stadträte für Wir in Pforzheim (WiP) sind seitdem Wolfgang Schulz (1. Listenplatz) und Christof Weisenbacher (2. Listenplatz) im Kommunalparlament vertreten.